# El Ateneo Grand Splendid

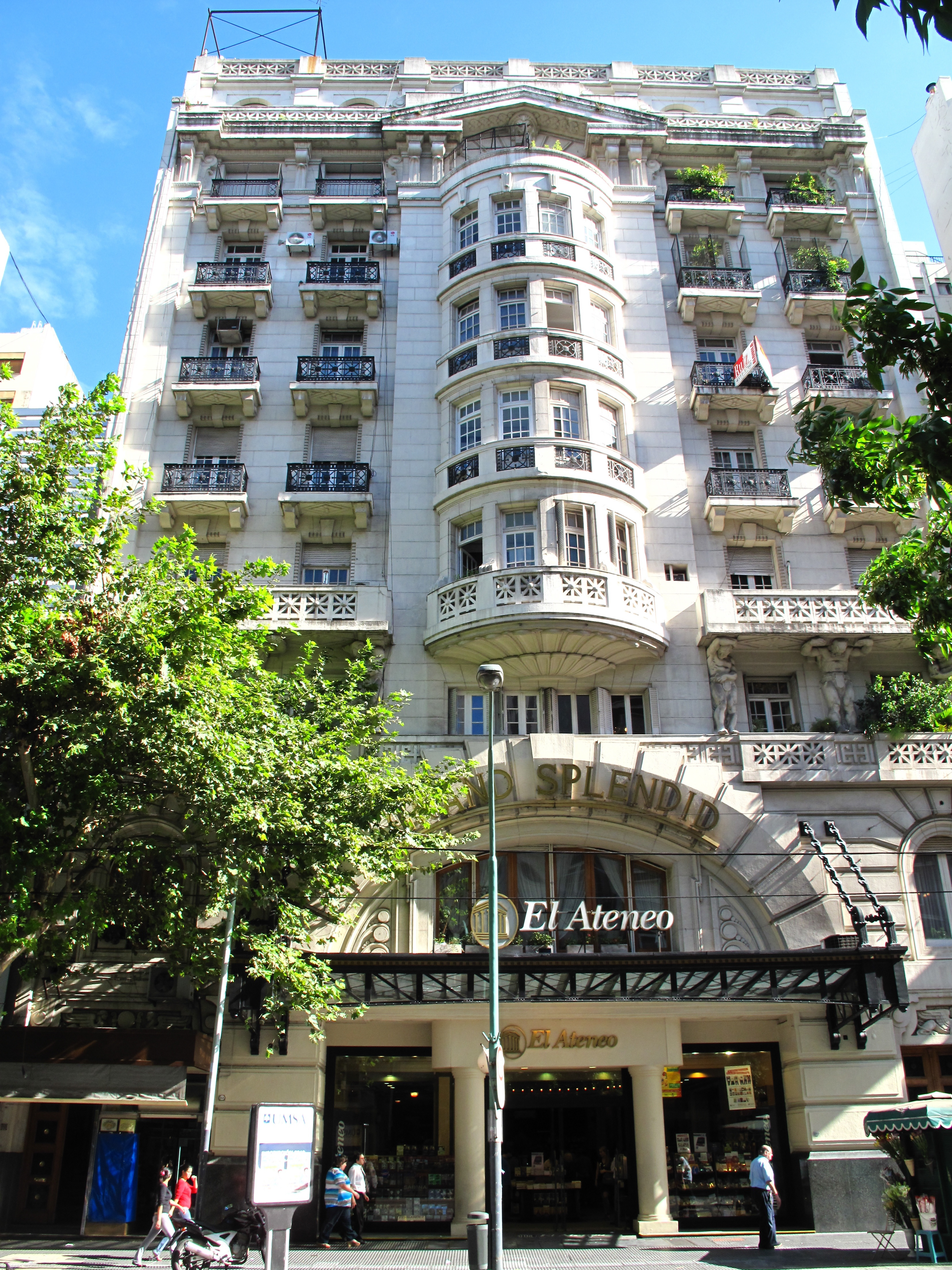
El Ateneo Grand Splendid, фасад

El Ateneo Grand Splendid — один из самых известных книжных магазинов столицы Аргентины Буэнос-Айреса. Расположен на проспекте Санта-Фе, 1860, в районе Реколета. По оценке британской газеты Guardian, El Ateneo Grand Splendid является одним из самых красивых книжных магазинов в мире.

## История
Здание было спроектировано как помещение для театра архитектором Перо-и-Торресом Арменгоей. Отделка интерьера посвящена окончанию Первой мировой войны. Открытие театра состоялось в мае 1919 года. В конце 1920-х годов театр был перепрофилирован в кинотеатр, а в 2000 году здесь был оборудован магазин книготорговой сети Ateneo.
Театр вмещал 1050 посетителей, здесь выступали такие известные актёры, как Карлос Гардель, Франсиско Канаро, Роберто Фирпо, Игнасио Корсини и др. В 1924 году в помещении театра открылась радиостанция Radio Splendid, которая записывала на месте концерты. После преобразования театра в кинотеатр здесь демонстрировались первые звуковые фильмы аргентинского кинематографа.
В 2000 году прошла реконструкция здания под руководством архитектора Фернандо Мансоне, после которой здесь открылся книжный магазин. Вместо кресел в бывшем кинозале были размещены книжные полки. В бывших ложах посетители магазина могут посидеть в креслах и полистать понравившиеся книги. На бывшей сцене обустроено кафе. Отделка театра, в частности фрески на потолке итальянского художника Назарено Орланди, деревянная резьба, красный занавес и театральное освещение сохранены в первоначальном виде. Несмотря на реконструкцию, в ходе которой были встроены эскалаторы, ведущие с первого на второй этаж, в здании сохранилась атмосфера театра.

## Галерея

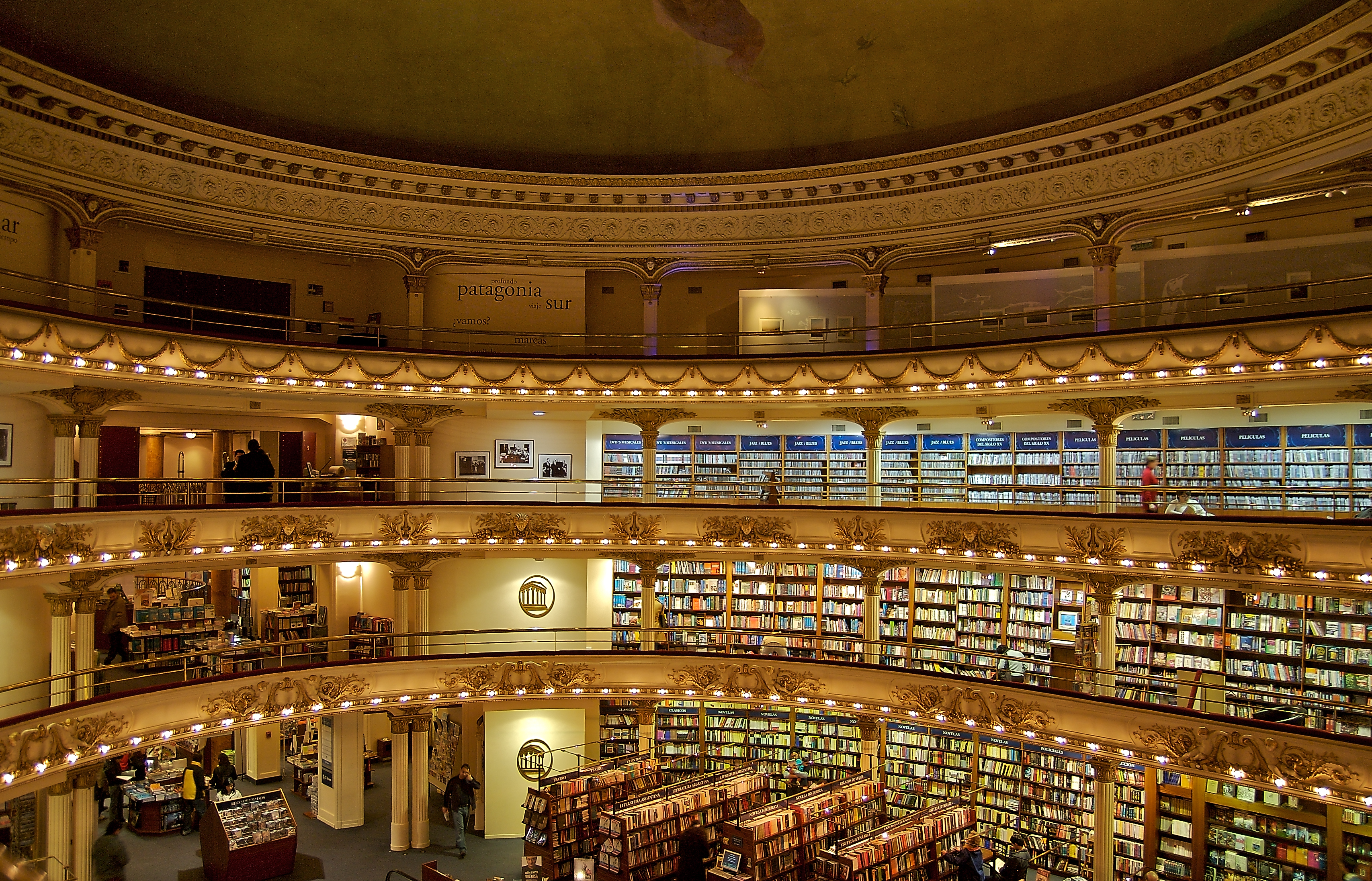
El Ateneo, интерьер
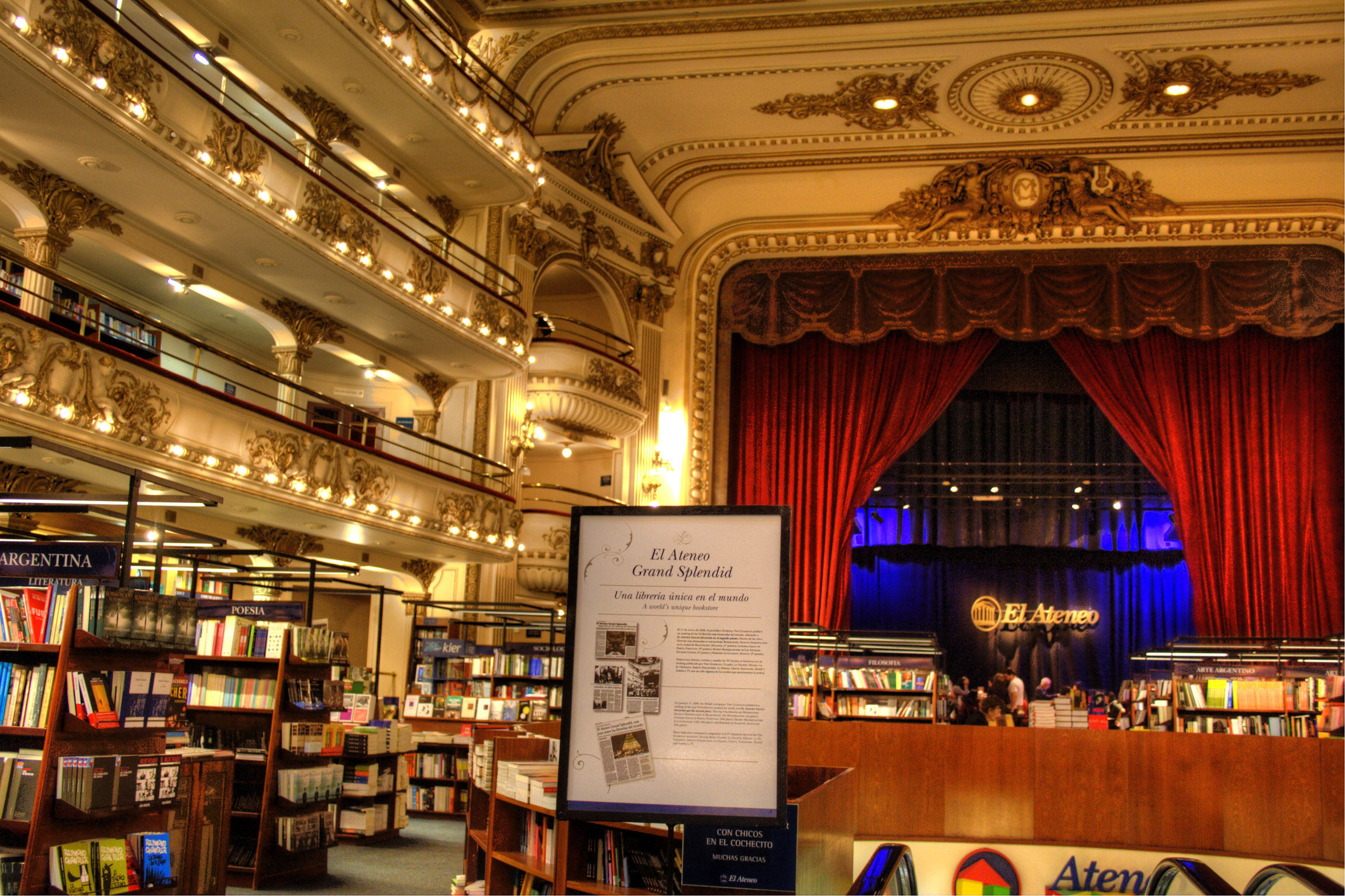
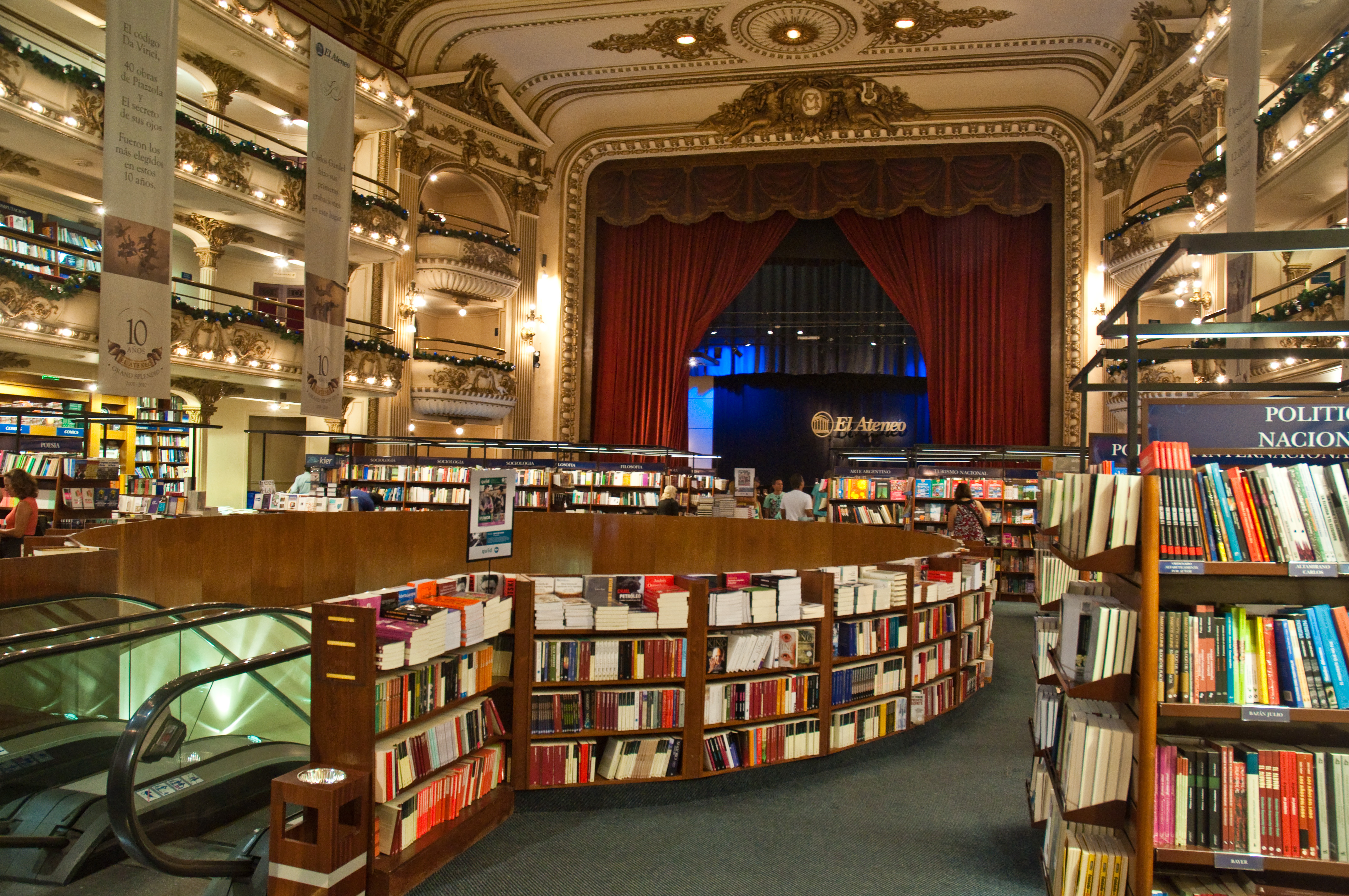
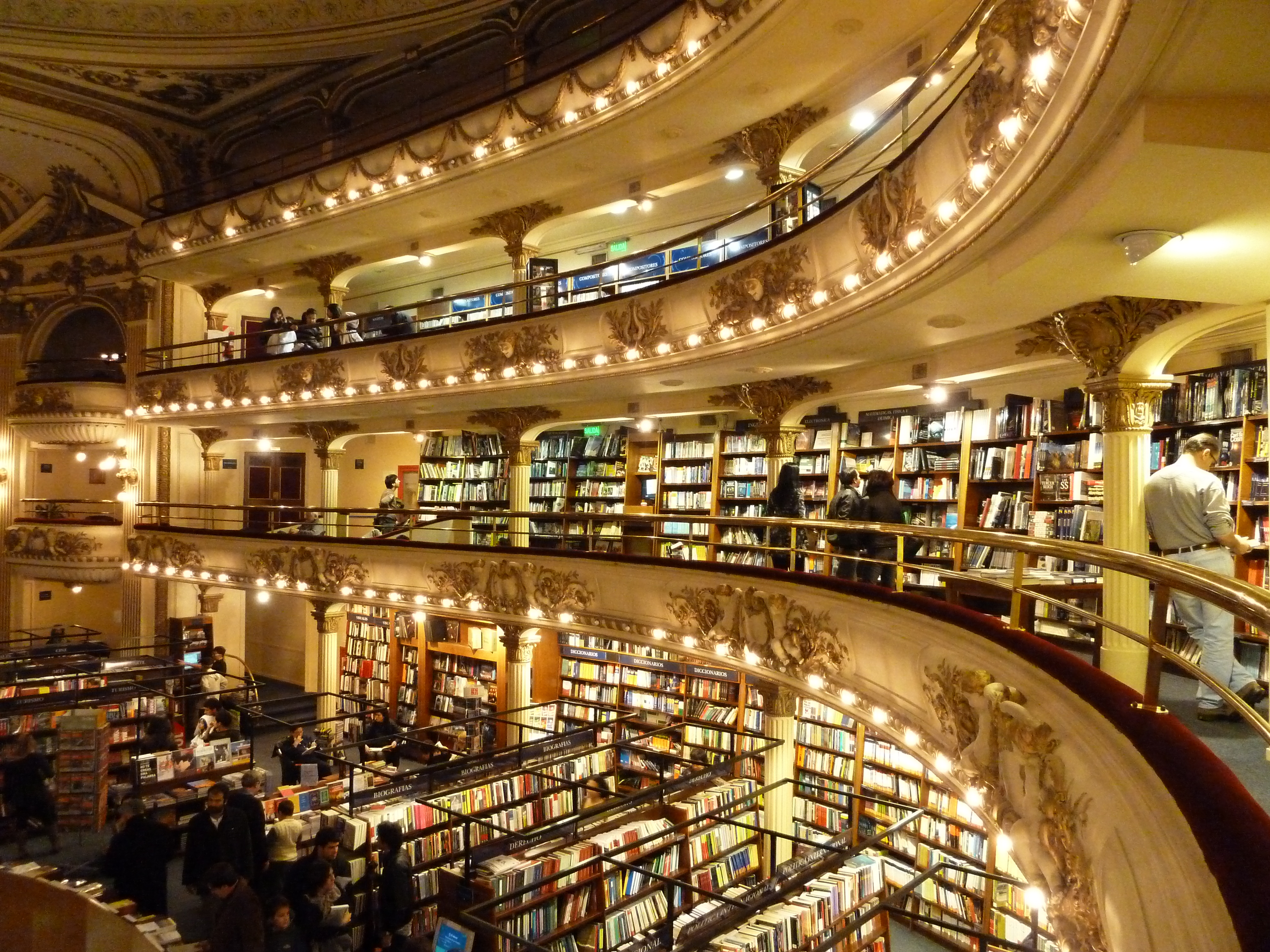
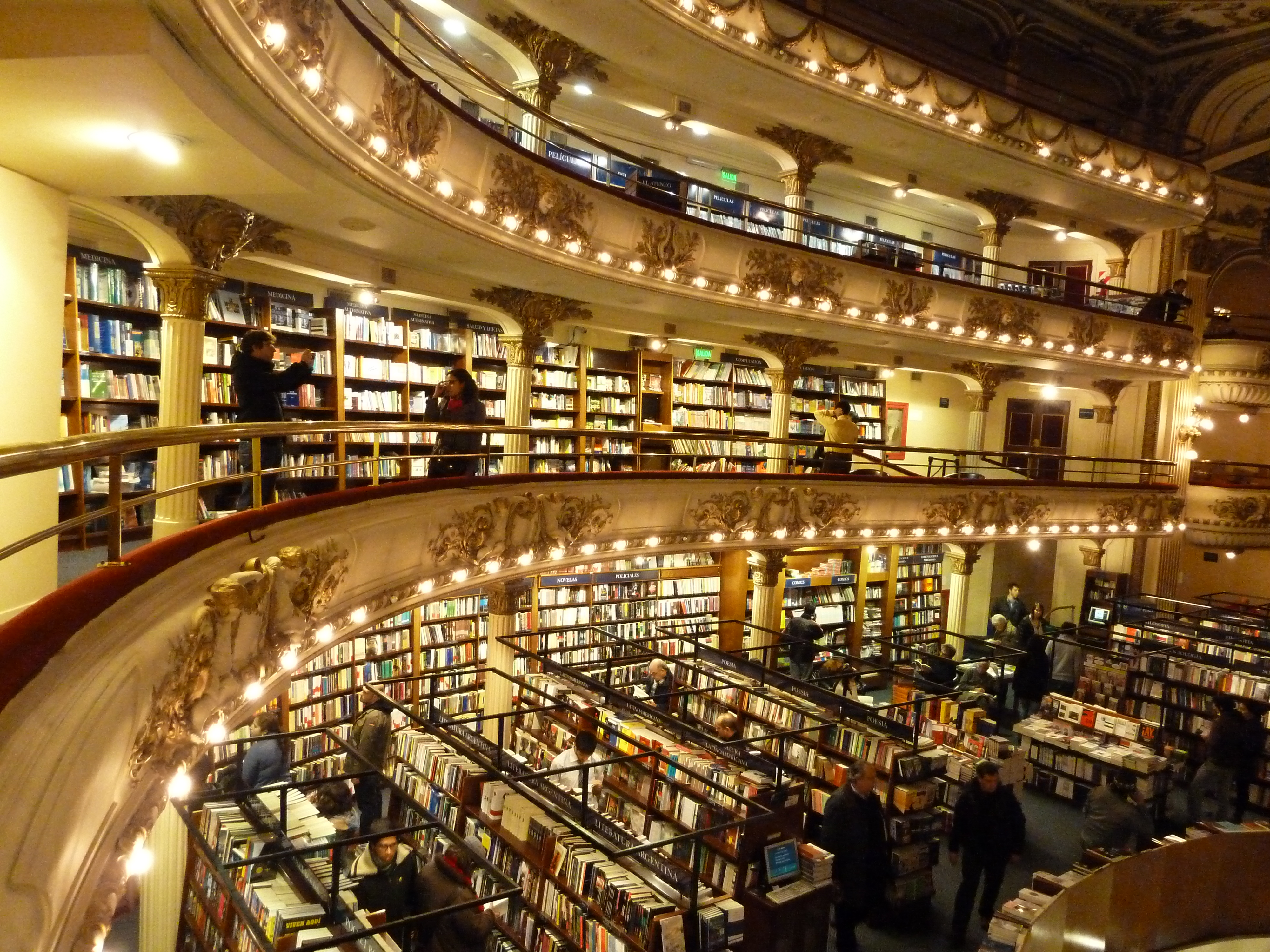
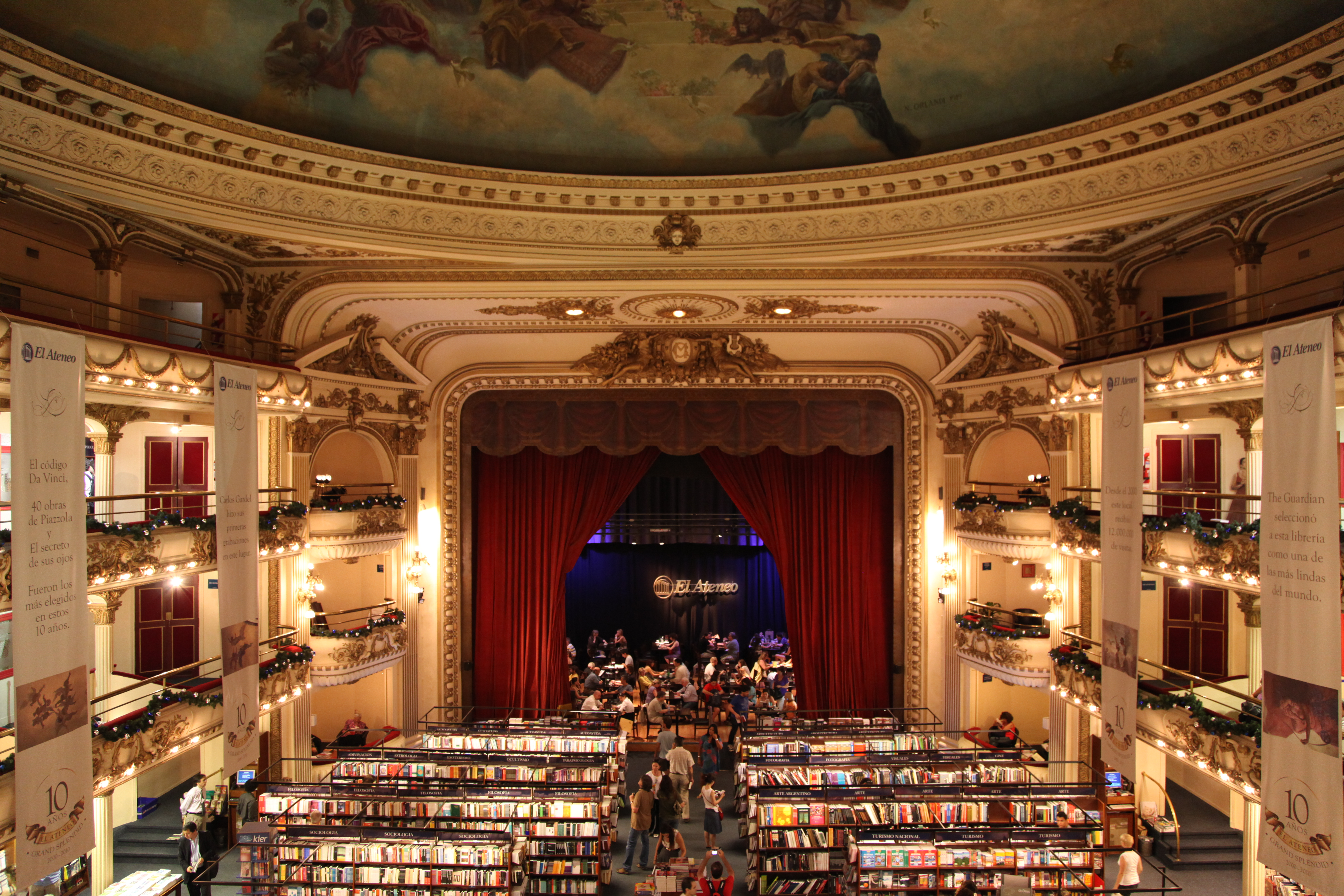
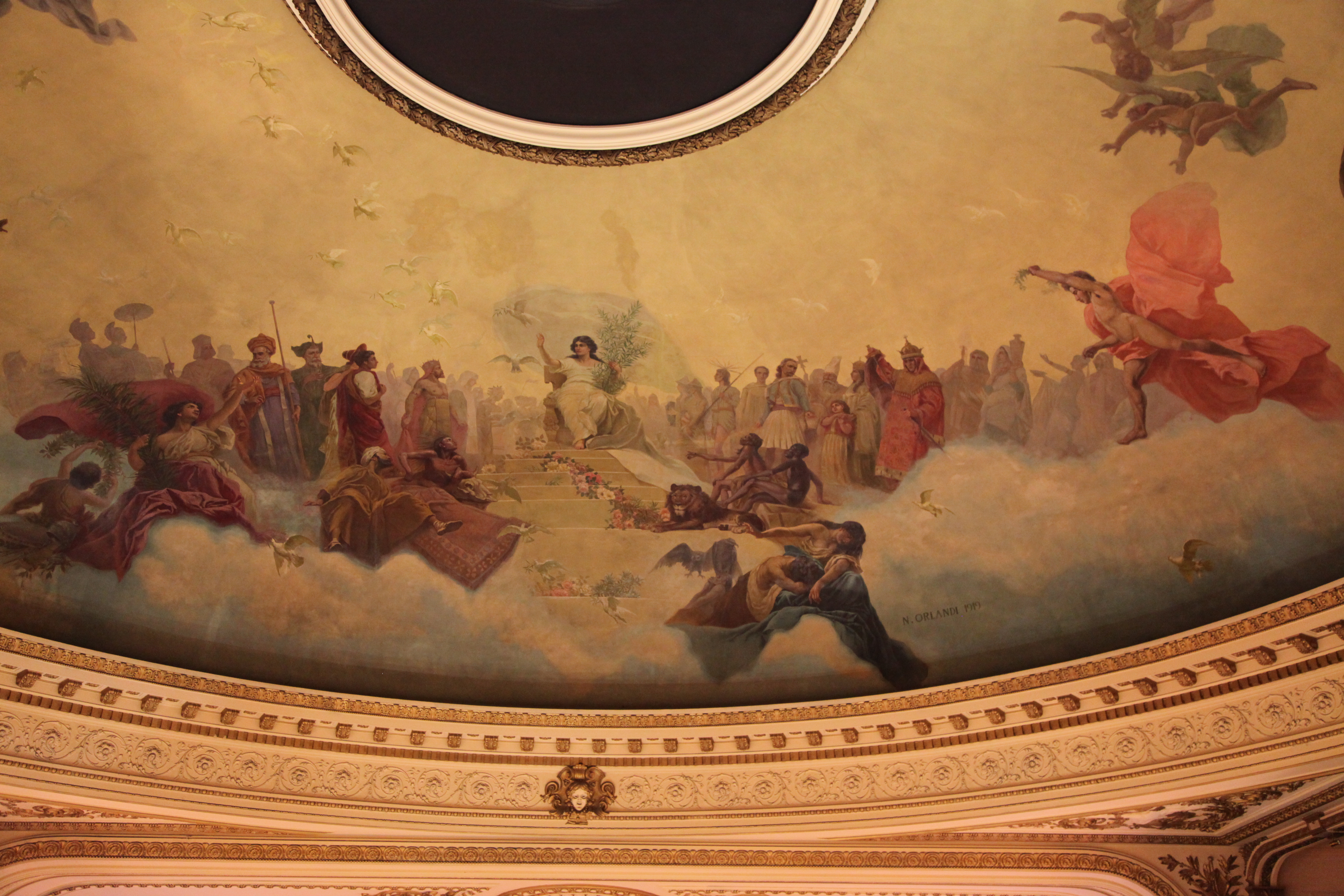
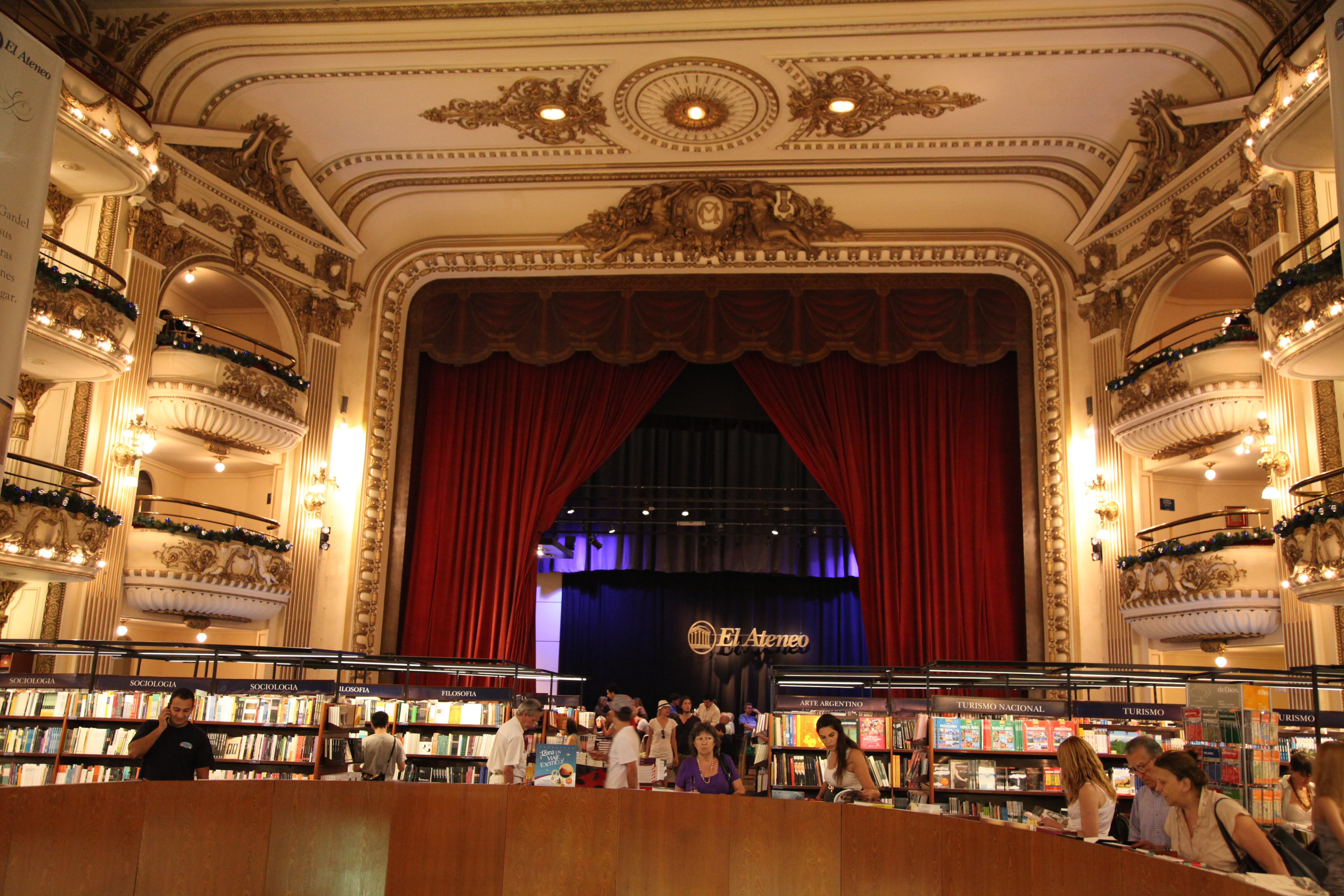
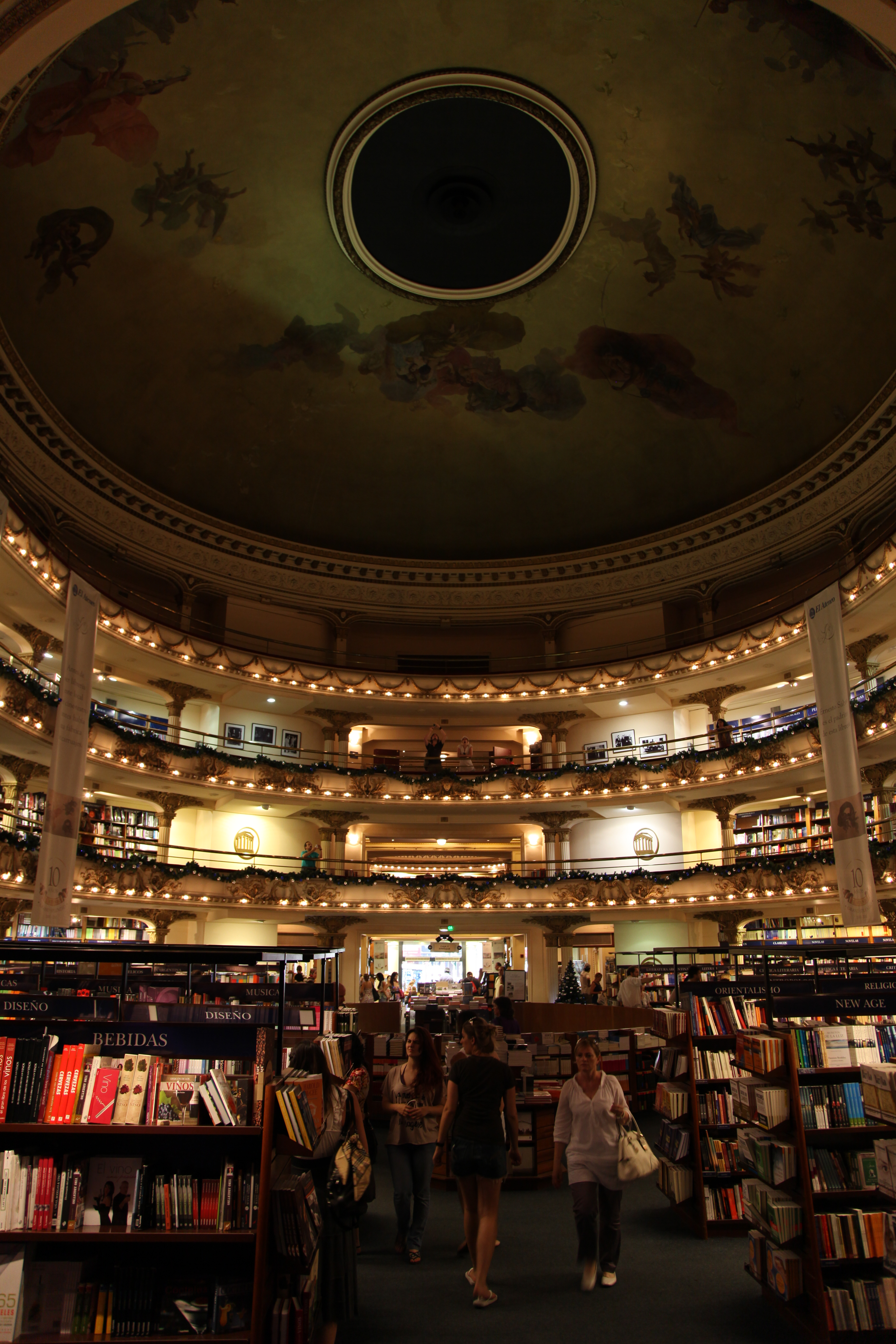
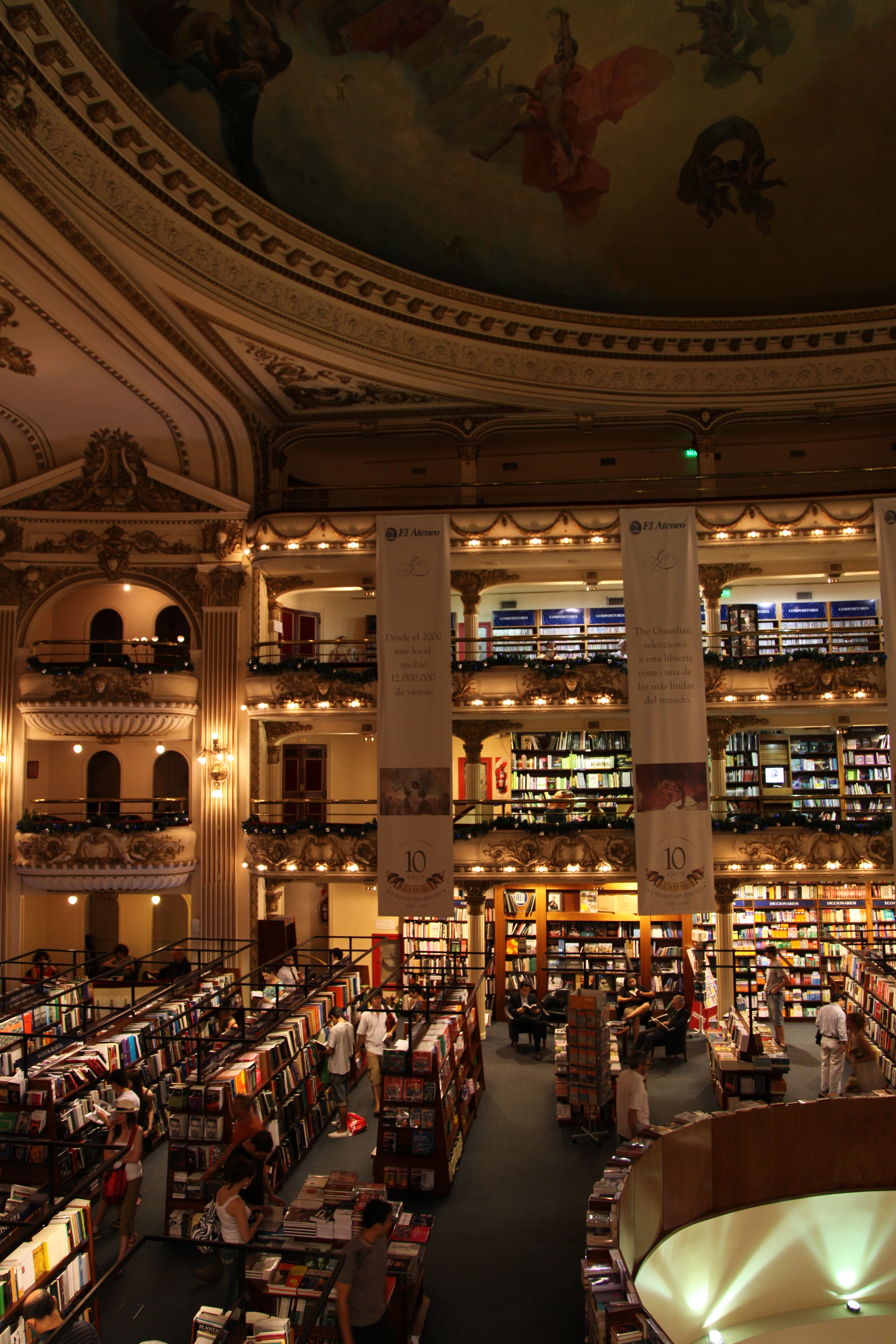